# Cephaloziella polystratosa
Cephaloziella polystratosa là một loài rêu tản trong họ Cephaloziellaceae. Loài này được (R.M. Schust. & Damsh.) Konstantinova mô tả khoa học lần đầu tiên năm 2000.